# Seznam medailistů na halovém mistrovství světa v běhu na 1 500 m

## Muži
| Rok  | Místo        | Zlato                            | Výkon vítěze                     | Stříbro                          | Bronz                            |
| ---- | ------------ | -------------------------------- | -------------------------------- | -------------------------------- | -------------------------------- |
| 1985 | Paříž        | Mike Hillardt                    | 3:39,04                          | José Luis González               | Joseph Chesire                   |
| 1987 | Indianapolis | Marcus O'Sullivan                | 3:39,04                          | José Manuel Abascal              | Han Kulker                       |
| 1989 | Budapešť     | Marcus O'Sullivan                | 3:36,64                          | Hauke Fuhlbrügge                 | Jeff Atkinson                    |
| 1991 | Sevilla      | Noureddine Morceli               | 3:41,57                          | Fermín Cacho                     | Mário Silva                      |
| 1993 | Toronto      | Marcus O'Sullivan                | 3:45,00                          | David Strang                     | Branko Zorko                     |
| 1995 | Barcelona    | Hišám Al-Karúdž                  | 3:44,54                          | Mateo Cañellas                   | Eric Nedeau                      |
| 1997 | Paříž        | Hišám Al-Karúdž                  | 3:35,31                          | Rüdiger Stenzel                  | William Tanui                    |
| 1999 | Maebaši      | Haile Gebrselassie               | 3:33,77                          | Laban Rotich                     | Andrés Díaz                      |
| 2001 | Lisabon      | Rui Silva                        | 3:51,06                          | Reyes Estévez                    | Noah Ngeny                       |
| 2003 | Birmingham   | Driss Maazouzi                   | 3:42,59                          | Bernard Lagat                    | Abdelkader Hachlaf               |
| 2004 | Budapešť     | Paul Korir                       | 3:52,31                          | Ivan Heško                       | Laban Rotich                     |
| 2006 | Moskva       | Ivan Heško                       | 3:42,08                          | Daniel Kipchirchir Komen         | Elkanah Angwenyi                 |
| 2008 | Valencie     | Deresse Mekonnen                 | 3:38,23                          | Daniel Kipchirchir Komen         | Juan Carlos Higuero              |
| 2010 | Dauhá        | Deresse Mekonnen                 | 3:41,86                          | Abdalaati Iguider                | Haron Keitany                    |
| 2012 | Istanbul     | Abdalaati Iguider                | 3:45,21                          | Ilham Tanui Özbilen              | Mekonnen Gebremedhin             |
| 2014 | Sopoty       | Ayanleh Souleiman                | 3:37,52                          | Aman Wote                        | Abdalaati Iguider                |
| 2016 | Portland     | Matthew Centrowitz               | 3:44,22                          | Jakub Holuša                     | Nick Willis                      |
| 2018 | Birmingham   | Samuel Tefera                    | 3:58,19                          | Marcin Lewandowski               | Abdelaati Iguider                |
| 2020 | Nanking      | zrušeno kvůli pandemii covidu-19 | zrušeno kvůli pandemii covidu-19 | zrušeno kvůli pandemii covidu-19 | zrušeno kvůli pandemii covidu-19 |
| 2022 | Bělehrad     | Samuel Tefera                    | 3:32,77 – RHMS                   | Jakob Ingebrigtsen               | Abel Kipsang                     |
| 2024 | Glasgow      | Geordie Beamish                  | 3:36,54                          | Cole Hocker                      | Hobbs Kessler                    |
| 2025 | Nanking      | Jakob Ingebrigtsen               | 3:38,79                          | Neil Gourley                     | Luke Houser                      |

## Ženy
| Rok  | Místo        | Zlato                            | Výkon vítěze                     | Stříbro                          | Bronz                            |
| ---- | ------------ | -------------------------------- | -------------------------------- | -------------------------------- | -------------------------------- |
| 1985 | Paříž        | Elly van Hulstová                | 4:11,41                          | Fița Lovinová                    | Brit McRobertsová                |
| 1987 | Indianapolis | Doina Melinteová                 | 4:05,68                          | Tetjana Samolenková              | Světlana Kitovová                |
| 1989 | Budapešť     | Doina Melinteová                 | 4:04,79                          | Světlana Kitovová                | Yvonne Maiová                    |
| 1991 | Sevilla      | Ljudmila Rogačovová              | 4:05,09                          | Ivana Kubešová                   | Tudorita Chiduová                |
| 1993 | Toronto      | Jekatěrina Podkopajevová         | 4:09,29                          | Violeta Becleaová                | Sandra Gasserová                 |
| 1995 | Barcelona    | Regina Jacobsová                 | 4:12,61                          | Carla Sacramentová               | Maite Zúñigaová                  |
| 1997 | Paříž        | Jekatěrina Podkopajevová         | 4:05,19                          | Patricia Djaté                   | Lidia Chojecká                   |
| 1999 | Maebaši      | Gabriela Szabóová                | 4:03,23                          | Violeta Becleaová                | Lidia Chojecká                   |
| 2001 | Lisabon      | Hasna Benhassi                   | 4:10,83                          | Violeta Szekelyová               | Natalia Gorelovová               |
| 2003 | Birmingham   | Regina Jacobsová                 | 4:01,67                          | Kelly Holmesová                  | Jekatěrina Rozenbergová          |
| 2004 | Budapešť     | Kutre Dulechaová                 | 4:06,40                          | Carmen Hussarová                 | Guľnara Samitovová               |
| 2006 | Moskva       | Julija Čiženková                 | 4:04,70                          | Jelena Sobolevová                | Meriem Jusuf Džamalová           |
| 2008 | Valencie     | Gelete Burkaová                  | 3:59,75                          | Meriem Jusuf Džamalová           | Daniela Jordanovová              |
| 2010 | Dauhá        | Kalkidan Gezahegneová            | 4:08,14                          | Natalia Rodríguezová             | Gelete Burkaová                  |
| 2012 | Istanbul     | Genzebe Dibabaová                | 4:05,78                          | Mariem Alaoui Selsouli           | Aslı Çakır Alptekinová           |
| 2014 | Sopoty       | Abeba Aregawiová                 | 4:00,61                          | Axumawit Embayeová               | Nicole Sifuentesová              |
| 2016 | Portland     | Sifan Hassanová                  | 4:04,96                          | Dawit Seyaumová                  | Gudaf Tsegayová                  |
| 2018 | Birmingham   | Genzebe Dibabaová                | 4:05,27                          | Laura Muirová                    | Sifan Hassanová                  |
| 2020 | Nanking      | zrušeno kvůli pandemii covidu-19 | zrušeno kvůli pandemii covidu-19 | zrušeno kvůli pandemii covidu-19 | zrušeno kvůli pandemii covidu-19 |
| 2022 | Bělehrad     | Gudaf Tsegayová                  | 3:57,19                          | Axumawit Embayeová               | Hirut Mesheshaová                |
| 2024 | Glasgow      | Freweyni Hailuová                | 4:01,46                          | Nikki Hiltzová                   | Emily Mackayová                  |
| 2025 | Nanking      | Gudaf Tsegayová                  | 3:54,86 – RHMS                   | Diribe Weltejiová                | Georgia Hunterová Bellová        |